# Scheloribates longisetosus
Scheloribates longisetosus är en kvalsterart som beskrevs av Feider, Vasiliu och Calugar 1973. Scheloribates longisetosus ingår i släktet Scheloribates och familjen Scheloribatidae. Inga underarter finns listade i Catalogue of Life.